# Gotthilf Heinrich Ludwig Hagen
Gotthilf Heinrich Ludwig Hagen (ur. 3 marca 1797 w Królewcu, zm. 3 lutego 1884 w Berlinie) – niemiecki fizyk i inżynier.
Niezależnie od Jeana Poiseuille’a Hagen w 1839 odkrył doświadczalnie prawo Hagena-Poiseuille’a.